# Hyper Hyper
«Hyper Hyper» es un sencillo editado por la banda alemana Scooter, tomado de su álbum debut de 1995, ...and the Beat Goes On!. Existen tres versiones, dos de las cuales poseen las mismas pistas, pero diferentes carátulas. "Hyper Hyper" fue uno de los más importantes éxitos de la música dance de 1994.
Contiene elementos de «Annihilating Rhythm (Do you love your hardcore?)» originalmente editado por Ultra-Sonic en 1993 bajo licencia de Low Spirit Records/Polydor. El nombre de Ultra-Sonic aparece mencionado en las letras de la canción al igual que otros treinta disc jockeys que gozaban de popularidad en Alemania a mediados de los años 1990.
- Westbam
- Marusha
- Stevie Mason
- The Mystic Man
- DJ Dick
- Carl Cox
- The Hooligan
- Cosmix
- Kid Paul Paco Pil
- Dag
- Mijk van Dijk
- Jens Lissat
- Lenny Dee
- Sven Väth
- Mark Spoon
- Marco Zaffarano
- Hell
- Paul Elstak
- Mate Galic
- Roland Casper
- Sylvie
- Miss Djax
- Jens Mahlstedt
- Tanith
- Laurent Garnier
- Special
- Pascal F.E.O.S.
- Gary D.
- Scotty
- Gizmo

## Lista de canciones
| CD-Maxi - (septiembre 9, 1994) 1. «Hyper Hyper» (Faster, Harder, Scooter) (5:15) 2. «Hyper Hyper» (On a Spanish Fly Tip) (5:12) 3. «Hyper Hyper» (Original Versión) (5:13) 4. «Hyper Hyper» (Video Edit) (3:37) 5. «Rhapsody in E» (6:08) CD-Single - (septiembre 9, 1994) 1. «Hyper Hyper» (Original Versión) (5:11) 2. «Hyper Hyper» (Faster, Harder, Scooter) (5:12) 12"-Maxi - (septiembre 9, 1994) 1. «Hyper Hyper» (Faster, Harder, Scooter) (5:12) 2. «Hyper Hyper» (On a Spanish Fly Tip) (5:10) 3. «Hyper Hyper» (Original Versión) (5:11) 4. «Rhapsody in E» (6:08) 12"-Maxi - (mayo 28, 1994) 1. «Hyper, Hyper» (5:10) 2. «Unity Without Words Part 1» (6:02) 3. «Rhapsody in E» (6:10) CD-Maxi - (junio 15, 1994), (julio 5, 1994) 12"-Maxi - (mayo 28, 1994) 1. «Hyper Hyper» (5:10) 2. «Unity Without Words - Part I» (6:02) 3. «Rhapsody in E» (6:10) | 12"-Maxi - (julio 1994) 1. «Hyper Hyper» (On a Spanish Fly Trip) (5:12) 2. «Hyper Hyper» (Video Edit) (3:37) 3. «Faster, Harder, Scooter» (5:14) 4. «Hyper Hyper» (Original Versión) (5:13) 5. «Rhapsody In E» (6:08) CD-Maxi - (jullio 1994) 1. «Hyper Hyper» (Video Edit) (3:36) 2. «Hyper Hyper» (Faster, Harder, Scooter) (5:14) 3. «Hyper Hyper» (Original Versión) (5:12) 4. «Hyper Hyper» (On a Spanish Fly Tip) (5:12) CD-Single - (julio 1994) 1. «Hyper Hyper» (Video Edit) (3:36) 2. «Hyper Hyper» (Original Versión) (5:12) 12"-Maxi - (julio 1994) 1. «Hyper Hyper» (Faster, Harder, Scooter) (5:14) 2. «Hyper Hyper» (On a Spanish Fly Tip) (5:12) 3. «Hyper Hyper» (Original Versión) (5:12) 4. «Hyper Hyper» (Video Edit) (3:36) 12"-Maxi - 1. «Hyper Hyper» (Faster, Harder, Scooter) (5:12) 2. «Hyper Hyper» (On a Spanish Fly Tip) (5:10) 3. «Hyper Hyper» (Original Versión) (5:11) 4. «Rhapsody in E» (6:08) |

## Posicionamiento en listas y certificaciones
| Lista (1994-1995)                     | Mejor posición |
| ------------------------------------- | -------------- |
| Alemania (Offizielle Deutsche Charts) | 2              |
| Austria (Ö3 Austria Top 40)           | 2              |
| Bélgica (Flandes) (Ultratop 50)       | 28             |
| Bélgica (Valonia) (Ultratop 50)       | 28             |
| España (AFYVE)                        | 1              |
| Finlandia (Suomen virallinen lista)   | 4              |
| Francia (SNEP)                        | 28             |
| Irlanda (Irish Singles Chart)         | 23             |
| Italia (FIMI)                         | 3              |
| Noruega (VG-lista)                    | 10             |
| Países Bajos (Dutch Top 40)           | 12             |
| Suecia (Sverigetopplistan)            | 26             |
| Suiza (Schweizer Hitparade)           | 3              |

| Lista (1995)          | Posición |
| --------------------- | -------- |
| Países Bajos (Top 40) | 70       |
| Suiza (Singles Chart) | 49       |

| País     | Certificación | Fecha               | Ventas certificadas |
| -------- | ------------- | ------------------- | ------------------- |
| Alemania | Platino       | 1994                | 500 000             |
| Austria  | Oro           | 23 de enero de 1994 | 15 000              |

## Versiones
La canción fue versionada por Modeselektor y Otto Von Schirach en el álbum de Modeselektor Happy Birthday!.